# Pseudocordylus microlepidotus
Pseudocordylus microlepidotus är en ödleart. Pseudocordylus microlepidotus ingår i släktet Pseudocordylus och familjen gördelsvansar.
Arten förekommer med flera från varandra skilda populationer i södra Sydafrika. Den vistas i låglandet och i bergstrakter upp till 1900 meter över havet. Pseudocordylus microlepidotus lever i landskapet Fynbos som kännetecknas av många buskar och på gräsmarker. Denna ödla håller sig nära klippor. Den vilar ofta i större bergssprickor som delvis är flydda med jord. Där gräver individerna jordhålor.

## Underarter
Arten delas in i följande underarter:
- P. m. microlepidotus
- P. m. fasciatus
- P. m. namaquensis